# كيندال غروف
كيندال غروف (بالإنجليزية: Kendall Grove) هو فنان قتال مختلط أمريكي، ولد في 12 نوفمبر 1982 في وايلوكو ‏ في الولايات المتحدة.

## وصلات خارجية
- كيندال غروف على موقع بوكس ريك (الإنجليزية) (registration required)
- كيندال غروف على موقع يو إف سي (الإنجليزية)
- كيندال غروف على موقع بيلاتور (الإنجليزية)
- كيندال غروف على موقع شيردوغ (الإنجليزية)
- كيندال غروف على موقع Tapology.com (الإنجليزية)
- كيندال غروف على موقع IMDb (الإنجليزية)
- كيندال غروف على موقع قاعدة بيانات الفيلم (الإنجليزية)